# Seznam španskih raziskovalcev
Seznam španskih raziskovalcev.

## A
- Cristóbal Diatristán de Acuña
- Lope de Aguirre (1511–1561)
- Diego de Almagro (1475–1538)
- Juan Bautista de Anza (1736–1788)
- Félix de Azara (1746–1821)

## B
- Fray Tomás de Berlanga (1487–1551)

## C
- Juan Rodríguez Cabrillo (1497–1543)
- Cosme Damián Churruca (1761–1805)
- Hernán Cortés (1485–1547)
- Juan de la Cosa (1450–1510)

## D
- Pedro Arias Dávila (1440–1531)

## E
- Juan Sebastián Elcano (1476–1526)
- Gaspar de Espinosa (1467/77–1537)

## L
- Juan Ponce de León (1460–1521)

## N
- Vasco Núñez de Balboa (1475–1519)
- Álvar Núñez Cabeza de Vaca

## O
- Alonso de Ojeda (1466–1515)
- Francisco de Orellana (1511–1546)

## P
- Vicente Yáñez Pinzón (1462-1514)
- Francisco Pizarro (1471–1541)
- Gaspar de Portolà (1716-1784)

## S
- Juan Díaz de Solís (1470–1516)
- Hernando de Soto (1500–1542)

## T
- Luís Vaz de Torres (1565–1607)

## U
- Antonio de Ulloa (1716-1795)

## V
- Pedro de Valdivia (1497/1500-1553)